# Dibici, Șumen
Dibici (în bulgară Дибич) este un sat în comuna Șumen, regiunea Șumen,  Bulgaria. 

## Demografie
Componența etnică a satului Dibici
     Romi (2,74%)
     Turci (1,37%)
     Bulgari (92,05%)
     Nicio identificare (3,82%)
La recensământul din 2011, populația satului Dibici era de 1.019 locuitori. Din punct de vedere etnic, majoritatea locuitorilor (92,05%) erau bulgari, existând și minorități de romi (2,74%) și turci (1,37%). Pentru 3,82% din locuitori nu este cunoscută apartenența etnică.